# Fishbone
Fishbone is een cross-overband uit de Verenigde Staten die in 1979 werd opgericht in Los Angeles.

## Biografie
Fishbone speelde aanvankelijk een mix van ska en funk. Alle bandleden fungeerden tevens als songwriter. De creatieve input van zes muzikanten zorgde voor een geheel eigen stijl, die in combinatie met een zeer uitbundige liveshow al gauw leidde tot populariteit in de lokale scene.
Toch duurde het nog tot 1985 voordat Fishbone muziek uitbracht. De "Fishbone EP" bevatte zes nummers die ook nu nog tot het beste materiaal van de band gerekend worden. In 1986 volgde het album "In Your Face". In 1988 behandelde Fishbone op het album "Truth and Soul" voor het eerst serieuze thema's als racisme en fascisme. Ook begon te band te experimenteren met vele verschillende muziekstijlen. In 1989 werd gitarist en songwriter John Bigham aan de band toegevoegd.
In 1991 verscheen "The Reality of My Surroundings", het tot op heden commercieel gezien meest succesvolle album. De nummers Everyday Sunshine en Sunless Saturday kwamen in de hitlijsten terecht en verschenen op MTV.
Met "Give a Monkey a Brain and He'll Swear He's the Center of the Universe" uit 1993 bereikte Fishbone haar muzikale hoogtepunt. Het album begon met harde metal-riffs en bevatte in andere nummers ska, funk, soul, reggae, hardcore punk en zelfs een op gospelmuziek geïnspireerd nummer (No Fear). Ondanks de muzikale diversiteit en een optreden op het Lollapalooza-festival bleek "Give a Monkey..." niet zo'n groot succes als zijn voorganger, waarna platenmaatschappij Columbia Records het lopende contract beëindigde.
Kort na de release van "Give a Monkey..." verliet Kendall Jones de band omdat hij strenggelovig was geworden; hij kon zijn lidmaatschap van de band niet langer verenigen met zijn geloof. Chris Dowd verliet de band aan het eind van 1994 omdat hij liever de oorspronkelijke Fishbone-muziek wilde spelen en zich niet kon vinden in de nieuwe muziekstijl.
De vijf overgebleven bandleden brachten in 1996 het boze, rauwe en chaotische album "Chim Chim's Badass Revenge" uit. De plaat had te lijden onder een slechte productie en een totaal gebrek aan promotie door de nieuwe platenmaatschappij. In 1997 verliet John Bigham de groep om zijn eigen band op te richten. Philip "Fish" Fisher vertrok in 1998 uit frustratie over de ontwikkeling van Fishbone. Als nieuwe leden werden Spacey T, John Steward en John McKnight aangetrokken.
In 2000 tekende Fishbone een contract bij Hollywood Records en nam het een Allstar-album op met onder meer George Clinton, Gwen Stefani, John Frusciante en Chad Smith. Ook bij dit album werd amper voor promotie gezorgd en het werd dan ook geen groot succes.
In 2002 verscheen het livealbum "Live at the Temple Bar and More", waarop enkel uitvoeringen van nieuwe nummers te horen waren opgenomen in 2001 en 2002. Later werd hieraan een volgende live-cd/dvd toegevoegd, getiteld "Live in Amsterdam", met de meeste van hun hits. Beiden waren opgenomen tijdens het Cannabis Cup-festival in Amsterdam in 2002.
In het begin van 2003 verlieten Spacey T en vooral mede-oprichter en publiekslieveling Walter Kibby de band. Na een korte pauze kwam Fishbone terug in 2004. Angelo Moore, Norwood Fisher, John Steward en John McKnight waren overgebleven vanuit de laatste line-up. Nieuwe leden waren Rocky George (voorheen Suicidal Tendencies), Tori Ruffin en Dre Gipson. De opvolging van Kibby bleek problematischer. Zijn positie als trompettist werd afwisselend ingevuld door Andre (PaDre) Holmes, Curtis Storey, Fernando Pullum en Mervin (Kid Merv) Campbell.
Het nieuwe Fishbone bracht in april 2007 in de VS hun eerste studio-opname in zes jaar uit, getiteld "Still Stuck In Your Throat. In 2008 en 2009 waren tijdens meerdere optredens oud-bandleden Kibby, Dowd en Jones te zien op het podium met Fishbone. In april 2008 werden in de Franse stad Bordeaux de opnames gemaakt voor de op 10 mei 2009 uitgebrachte live-dvd "Fishbone Live".
In 2010 verscheen de documentaire Everyday Sunshine: The Story of Fishbone, waarin onder meer Gwen Stefani, Flea, Ice-T en George Clinton uitleggen wat de groep voor hen betekend heeft, met een voice-over van Lawrence Fishburne.

## Discografie
- 1985: Fishbone
- 1986: In Your Face
- 1988: Truth and Soul
- 1991: The Reality of My Surroundings
- 1993: Give a Monkey a Brain and He'll Swear He's the Center of the Universe
- 1996: Chim Chim's Bad Ass Revenge
- 2000: Fishbone and the Familyhood Nextperience Presents: The Psychotic Friends Nuttwerx
- 2002: Live at the Temple Bar and More
- 2005: Live in Amsterdam (cd/dvd)
- 2007: Still Stuck in Your Throat
- 2009: Fishbone Live (dvd)